# (36669) 2000 QH217
2000 QH217 (asteroide 36669) é um asteroide da cintura principal. Possui uma excentricidade de 0.05996970 e uma inclinação de 16.38661º.
Este asteroide foi descoberto no dia 31 de agosto de 2000 por LINEAR em Socorro.